# Parmeliaceae
Parmeliaceae is een botanische naam voor een familie van korstmossen behorend tot de orde Lecanorales. Het typegeslacht is Parmelia. De familie heeft ruim 90 geslachten met in totaal ruim 2700 soorten.

## Geslachten
De familie bestaat uit de volgende geslachten:
1. Ahtiana
2. Alectoria
3. Allantoparmelia
4. Allocetraria
5. Anzia
6. Arctocetraria
7. Arctoparmelia
8. Asahinea
9. Austromelanelixia
10. Austroparmelina
11. Brodoa
12. Bryocaulon
13. Bryoria
14. Bulborrhizina
15. Bulbothrix
16. Canoparmelia
17. Cavernularia
18. Cetraria
19. Cetrariella
20. Cetrariopsis
21. Cetrelia
22. Cetreliopsis
23. Coelopogon
24. Cornicularia
25. Crespoa
26. Dactylina
27. Dolichousnea
28. Emodomelanelia
29. Esslingeriana
30. Evernia
31. Everniastrum
32. Everniopsis
33. Flavocetraria
34. Flavoparmelia
35. Flavopunctelia
36. Gowardia
37. Himantormia
38. Hypogymnia
39. Hypotrachyna
40. Imshaugia
41. Kaernefeltia
42. Karoowia
43. Letharia
44. Lethariella
45. Masonhalea
46. Melanelia
47. Melanelixia
48. Melanohalea
49. Menegazzia
50. Montanelia
51. Myelochroa
52. Neoprotoparmelia
53. Nephromopsis
54. Nesolechia
55. Neuropogon
56. Nipponoparmelia
57. Nodobryoria
58. Notoparmelia
59. Omphalodiella
60. Omphalodium
61. Omphalora
62. Oropogon
63. Pannoparmelia
64. Parmelaria
65. Parmelia
66. Parmelina
67. Parmelinella
68. Parmelinopsis
69. Parmeliopsis
70. Parmotrema
71. Platismatia
72. Pleurosticta
73. Protoparmelia
74. Protousnea
75. Pseudephebe
76. Pseudevernia
77. Pseudoparmelia
78. Psiloparmelia
79. Punctelia
80. Relicina
81. Remototrachyna
82. Rimelia
83. Sulcaria
84. Tuckermanella
85. Tuckermannopsis
86. Usnea
87. Usnocetraria
88. Vulpicida
89. Xanthomaculina
90. Xanthoparmelia